# Вишени
Вишени (грч. Βυσσινιά, до 1926. грч. Βύσανη) је насељено место у општини Костур у периферији Западна Македонија, Грчка. Према попису из 2021. године било је 97 становника.
Према бугарском географу и историчару, Василу Канчову, у Вишену је 1900. године живело 1.150 Словена хришћана. Македонски историчар Тодор Симовски, 1998. године наводи да су Вишени словенско насеље.

## Познате личности
- Тома Крстић Костурац, српски четнички војвода